# Melis Sezen
 (mai 2022).
Melis Sezen (née le 2 janvier 1997) est une actrice turque.
Elle fait ses débuts à la télévision dans les séries télévisées Hayat Bazen Tatlıdır, Siyah İnci et Leke, après quoi elle obtient un rôle principal dans Sevgili Geçmiş. Outre sa carrière à la télévision, Sezen apparaît dans de nombreux films. Sa première grande expérience cinématographique a lieu en 2018 avec un rôle dans Bizim İçin Şampiyon. La même année, elle joue dans les films Tilki Yuvası et Dünya Hali. En 2019, elle décroche un rôle dans le film Mucize 2: Aşk (tr) de Mahsun Kırmızıgül.

## Biographie
Sezen est née le 2 janvier 1997 à Silivri, Istanbul. Les membres de sa famille paternelle sont des immigrants albanais - macédoniens, tandis que les membres de sa famille maternelle sont d'origine turque et ont immigré de Thessalonique. Elle a un frère cadet et sa famille fait du commerce.
Sezen fait des études secondaires au lycée Selimpaşa Atatürk Anatolian. Dans une entrevue, elle souligne que sa famille soutenait sa décision de commencer à travailler comme actrice de théâtre et dans une autre entrevue, elle précise que c'est sa mère qui a découvert son intérêt pour le théâtre et l'a inscrite au Müjdat Gezen Art Center,. Elle décroche un rôle dans la pièce Cümbüş-ü Hospital au Théâtre Ali Solmaz de Silivri. Sezen poursuit ses études et obtient un diplôme de l'Université de Koç. Entre 2016 et 2017, elle a fait ses débuts à la télévision avec un rôle dans la série Hayat Bazen Tatlıdır,.

## Filmographie

### Cinéma
- 2018 : Bizim İçin Şampiyon : Esra
- 2018 : Tilki Yuvası : Aylin
- 2018 : Dünya Hali (tr) : Gizem
- 2019 : Mucize 2: Aşk (tr) : Beren
- 2020 : Kovala : Merve

### Télévision
- 2016–2017 : Hayat Bazen Tatlıdır (tr) : Asya
- 2017–2018 : Siyah İnci (tr) : Ebru
- 2019 : Sevgili Geçmiş (es) : Deren
- 2019 : Leke (tr) : Yasemin
- 2020–2022 : Sadakatsiz (en) : Derin Güçlü
- 2020 : Ya İstiklal Ya Ölüm (tr) : Nazan
- 2021 : Fatima (en) : Prostituée
- 2022 : Le Chanteur masqué (en) : elle-même
- 2024: Deha : Imre Karan

### Série web
- 2019 : Içtın Sesler Korosu : Öykü
- (2025) : Leyla Hali : Leyla